# 卡爾塔爾湖
卡爾塔爾湖（烏克蘭語：Картал），是烏克蘭的湖泊，位於該國西南部敖德薩州，長5公里、寬3公里，面積15平方公里，平均水深1米，最大水深2.4米，該湖泊在冬季結冰。
45°17′59.6″N 28°30′42.6″E / 45.299889°N 28.511833°E